# Арський кантон
Арський кантон (рос. Арский кантон, тат. Арча кантоны) — адміністративно-територіальна одиниця в складі Татарської АРСР, яка існувала в 1920—1930 роках. Центр кантону — місто (з 1926 — село) Арськ. Площа — 8,0 тис. км². Населення — 374,7 тис. чол. (1926).
За даними 1926 року в кантоні було 19 волостей
- Арборська (центр - с. Арбор-Себе-Усади)
- Арськ
- Атнінська (центр - с. Велика Атня)
- Балтасінська
- Воскресенська
- Дуб'язська
- Іллінська
- Собакінська (Калінінська)
- Кішітська (центр - с. Новий Кишить)
- Кулле-Кімінська
- Мамсінська
- Менделінська
- Пестрецінська
- Сардикська (центр - с. Великий Сардик)
- Столбіщенська
- Тукаєвська (центр - с. Мульма)
- Чурилінська (центр - с. Нове Чуриліно)
- Шеморданська
- Янгуловська

Волості ділилися на 462 сільради.
У 1927 році до Арського кантону була приєднана частина території скасованого Лаїшевского кантону. У тому ж році з частини території Арського кантону був утворений окремий Казанський район. У 1930 році Арський кантон, як і всі інші кантони Татарської АРСР, були скасовані. На його території були утворені райони.

## Примітка
1. ↑  Демоскоп. Архів оригіналу за 23 лютого 2018. Процитовано 18 грудня 2017.